# Collegio elettorale di Avola (Senato della Repubblica)
Il collegio di Avola fu un collegio elettorale uninominale della Repubblica Italiana per l'elezione del Senato della Repubblica. Apparteneva alla circoscrizione Sicilia e fu utilizzato per eleggere un senatore nella XII, XIII e XIV legislatura.
Venne istituito nel 1993 con la cosiddetta Legge Mattarella (Legge n. 276, Norme per l'elezione del Senato della Repubblica), attuata in seguito al referendum abrogativo del 1993. La legge istituì per la Camera dei deputati e per il Senato della Repubblica un sistema di elezione misto, in parte maggioritario e in parte proporzionale. Il 75% dei parlamentari dell'assemblea veniva eletto in collegi uninominali tramite sistema maggioritario a turno unico; il restante 25% al Senato veniva eletto tramite recupero proporzionale dei più votati non eletti attraverso un meccanismo di calcolo denominato "scorporo", cioè sottraendo dal conteggio dei voti totali di una lista nella parte proporzionale i voti ottenuti dai candidati collegati alla medesima lista che erano eletti nei collegi uninominali con il sistema maggioritario.
Il collegio venne abolito insieme a tutti gli altri che costituivano il Senato con la promulgazione della legge elettorale successiva, la cosiddetta Legge Calderoli. Questa prevedeva un sistema proporzionale con premio di maggioranza, che al Senato veniva attribuito a livello regionale.

## Territorio
Il collegio di Avola era uno dei 20 collegi uninominali in cui era suddivisa la Sicilia e, come previsto dal D.Lgs. del 20 dicembre 1993 n. 535, era compreso nelle province di Catania, di Ragusa e di Siracusa e comprendeva i seguenti comuni: Avola, Buccheri, Buscemi, Cassaro, Ferla, Francofonte, Lentini, Giarratana, Ispica, Militello in Val di Catania, Monterosso Almo, Noto, Pachino, Palagonia, Palazzolo Acreide, Portopalo di Capo Passero, Pozzallo, Rosolini e Scordia. 

## Eletti
| Elezione | Elezione | Senatore          | Partito                    |
| -------- | -------- | ----------------- | -------------------------- |
|          | 1994     | Marisa Moltisanti | Polo del Buon Governo (AN) |
|          | 1996     | Mario Occhipinti  | L'Ulivo (La Rete)          |
|          | 2001     | Luigi Caruso      | Casa delle Libertà (MSFT)  |

## Dati elettorali

### XII legislatura
|                               | Maria Luisa Moltisanti ✔️ Eletto | Polo del Buon Governo            | 48 029  | 43,60 |  |  |  |  |  |
|                               | Luigi Carmelo Boggio             | Progressisti                     | 31 849  | 28,91 |  |  |  |  |  |
|                               | Alberto Agnello                  | Patto per l'Italia               | 11 921  | 10,82 |  |  |  |  |  |
|                               | Corrado Vaccarisi                | Solidarietà Occupazione Sviluppo | 6 890   | 6,25  |  |  |  |  |  |
|                               | Orazio Agosta                    | Lista Insieme                    | 6 247   | 5,67  |  |  |  |  |  |
|                               | Paolo Pantano                    | Partito Socialista Italiano      | 4 315   | 3,92  |  |  |  |  |  |
|                               | Antonia Simone                   | Vespri Siciliani                 | 903     | 0,82  |  |  |  |  |  |
| Totale                        | Totale                           | Totale                           | 110 154 | 100   |  |  |  |  |  |
|                               |                                  |                                  |         |       |  |  |  |  |  |
| Voti non validi               | Voti non validi                  | Voti non validi                  | 17 215  | 13,52 |  |  |  |  |  |
| Votanti                       | Votanti                          | Votanti                          | 127 369 | 72,88 |  |  |  |  |  |
| Elettori                      | Elettori                         | Elettori                         | 174 768 |       |  |  |  |  |  |
|                               |                                  |                                  |         |       |  |  |  |  |  |
| Data: 27-28 marzo 1994        |                                  |                                  |         |       |  |  |  |  |  |
| Fonte: Ministero dell'interno |                                  |                                  |         |       |  |  |  |  |  |

### XIII legislatura
|                               | Mario Occhipinti ✔️ Eletto | L'Ulivo                                  | 52 569  | 52,62 |  |  |  |  |  |
|                               | Alessandro Amato           | Lista Pannella-Sgarbi                    | 20 541  | 20,56 |  |  |  |  |  |
|                               | Luigi Caruso ✔️ Eletto     | Movimento Sociale Fiamma Tricolore       | 19 839  | 19,86 |  |  |  |  |  |
|                               | Salvatore Costanzino       | Noi Siciliani-Fronte Nazionale Siciliano | 4 790   | 4,79  |  |  |  |  |  |
|                               | Rosalia Di Lorenzo         | Partito Socialista                       | 2 164   | 2,17  |  |  |  |  |  |
| Totale                        | Totale                     | Totale                                   | 99 903  | 100   |  |  |  |  |  |
|                               |                            |                                          |         |       |  |  |  |  |  |
| Voti non validi               | Voti non validi            | Voti non validi                          | 21 590  | 17,77 |  |  |  |  |  |
| Votanti                       | Votanti                    | Votanti                                  | 121 493 | 67,61 |  |  |  |  |  |
| Elettori                      | Elettori                   | Elettori                                 | 179 698 |       |  |  |  |  |  |
|                               |                            |                                          |         |       |  |  |  |  |  |
| Data: 21 aprile 1996          |                            |                                          |         |       |  |  |  |  |  |
| Fonte: Ministero dell'interno |                            |                                          |         |       |  |  |  |  |  |

### XIV legislatura
|                               | Luigi Caruso ✔️ Eletto      | Casa delle Libertà                   | 46 772  | 41,07 |  |  |  |  |  |
|                               | Mario Occhipinti            | L'Ulivo                              | 35 004  | 30,74 |  |  |  |  |  |
|                               | Sebastiano Burgaretta Aparo | Democrazia Europea                   | 18 528  | 16,27 |  |  |  |  |  |
|                               | Salvatore Paolo Celestre    | Partito della Rifondazione Comunista | 5 747   | 5,05  |  |  |  |  |  |
|                               | Federica D'Adamo            | Lista Di Pietro                      | 3 682   | 3,23  |  |  |  |  |  |
|                               | Ventura Incardona           | Fronte Nazionale                     | 1 841   | 1,62  |  |  |  |  |  |
|                               | Sebastiano Scicli           | Noi Siciliani                        | 1 291   | 1,13  |  |  |  |  |  |
|                               | Natale Latina               | Lista Pannella-Bonino                | 1 007   | 0,88  |  |  |  |  |  |
| Totale                        | Totale                      | Totale                               | 113 872 | 100   |  |  |  |  |  |
|                               |                             |                                      |         |       |  |  |  |  |  |
| Voti non validi               | Voti non validi             | Voti non validi                      | 13 436  | 10,55 |  |  |  |  |  |
| Votanti                       | Votanti                     | Votanti                              | 127 308 | 68,16 |  |  |  |  |  |
| Elettori                      | Elettori                    | Elettori                             | 186 774 |       |  |  |  |  |  |
|                               |                             |                                      |         |       |  |  |  |  |  |
| Data: 13 maggio 2001          |                             |                                      |         |       |  |  |  |  |  |
| Fonte: Ministero dell'interno |                             |                                      |         |       |  |  |  |  |  |